# Колтунюк Роман
Роман Колтунюк (1895, с. Тернавка (Ланцутський повіт) — 22 квітня 1975, м. Львів — четар УГА.

## Короткий життєпис
Народився 1895 в селі Тернавка (Ланцутський повіт) Королівства Галичини і Володимирії, Австро-Угорщина.
Закінчив гімназію в Перемишлі в 1913 році, а пізніше правничі студії у Львівському університеті. Покликаний до Австрійської армії в 1914 році, попав в полон до московських військ у 1915 році. По революції 1917 року повернувся до Австрійського війська. В листопаді 1918 року зголосився до УГА і в рядах Першого Корпусу воював на Тернопільщині де отримав поранення. По одужанні був переведений до Другого Корпусу УГА де став адютантом Стаційного команданта II Корпусу. 
В серпні 1920 з групою Кравса переходить до Чехословаччини, де перебуває інтернованим в таборах Ліберці і Йозефові. У 1922-1927 роках закінчує Гірничу Академію в Пшібрамі. Працює у Львові де помирає 22 квітня 1975 року. 
Автор воєнних споминів "З кліщів смерті". В УГА служили два брати Романа, Михайло та Мирослав.